# Borommaracha III
Borommaracha III, conosciuto anche come Borommarachathirat III (in lingua thai: สมเด็จพระบรมราชาธิราชที่3) (1446 – 1491), è stato il nono sovrano del Regno di Ayutthaya, fondato nel 1350 da Ramathibodi I nell'odierna Thailandia.
Divenne re nel 1488 alla morte del padre e predecessore Trailokanat, e riportò la capitale del regno ad Ayutthaya, dopo che il padre l'aveva spostata a Phitsanulok per difendersi dai continui attacchi del Regno Lanna.

## Biografia

### Il regno del padre
Nacque come principe Borommaracha ed era il primogenito di Trailokanat, considerato uno dei più importanti sovrani di Ayutthaya per aver ammodernato la struttura dello Stato. Con l'ascesa al trono di Trailokanat, nel 1448 era stato annesso il Regno di Sukhothai, che dal 1368 era diventato vassallo di Ayutthaya. Il nuovo re si era distinto anche in campo religioso, promuovendo la diffusione del Buddhismo Theravada e facendo erigere nuovi templi, ma passò alla storia soprattutto per l'insieme di leggi che cambiarono il volto del regno, le più importanti delle quali furono le seguenti:
- La riforma burocratica, con la separazione tra l'amministrazione militare e quella civile allo scopo di esercitare un maggiore controllo sulle province, fino ad allora dotate di ampia autonomia di governo sui propri territori Fu abbozzato uno Stato centralizzato istituendo la figura del Kalahom (กลาโหม), a cui fu demandata l'organizzazione dell'esercito, e quella del Mahatthai (มหาดไทย), una sorta di primo ministro incaricato di organizzare i dipartimenti del governo provinciale di Ayutthaya, delle Finanze, dell'Agricoltura e della Casa Reale. Quest'ultimo dipartimento era responsabile della gestione degli affari relativi al palazzo reale e della Giustizia.[1]
- La legge chiamata Sakdina (ศักดินา), letteralmente 'autorità dei campi', che definì il sistema di attribuzione e suddivisione delle terre e la scala gerarchica dei vari titoli nobiliari siamesi. Più importante era il rango nobiliare e maggiore era la quantità di terra assegnata.[1]
- La legge del palazzo reale (Monthien Ban) codificò il rango dei membri della casa reale di Ayutthaya, dei dignitari di corte e dei sovrani vassalli del regno. Stabilì inoltre le procedure delle cerimonie di corte, i giorni di festa nazionale e le pene da infliggere a chi commetteva il reato di lesa maestà.[1]

### Viceré e reggente di Ayutthaya
Al tempo di Trailokanat vi furono cinque guerre tra Ayutthaya e Lanna, che contraddistinsero l'intera durata del suo regno. La prima ebbe luogo nel 1451 e fruttò al re di Lanna Tilokarat la conquista di Kamphaeng Phet. La seconda fu combattuta nel 1461 e le armate di Chiang Mai presero Sukhothai, che fu riconquistata dai siamesi l'anno successivo, mentre la vicina Sawankhalok rimase per diversi anni in mano al Regno Lanna. Per fronteggiare meglio la crescente minaccia proveniente da nord, Trailokanat spostò nel 1463 la capitale del regno a Phitsanulok, vicina ai confini tra i due Stati, e affidò il rango di viceré e la reggenza di Ayutthaya a Borommaracha.
Quello stesso anno ci fu la terza invasione delle truppe lanna, l'esercito di Phitsanulok costrinse alla fuga ed inseguì gli invasori fino alle porte di Chiang Mai, dove ebbe luogo una battaglia in cui morì Intharacha, fratello minore di Borommaracha. Il quarto conflitto fu nel 1474, e quando finì i confini erano tornati gli stessi di 23 anni prima. Nel 1484, Trailokanat nominò viceré (Maha Uparat) di Phitsanulok il fratello di Borommaracha, Jetta. Le ostilità con il Regno Lanna ripresero nel 1486 e si conclusero senza vinti né vincitori.

### La conquista di Tavoy e l'ascesa al trono
Nel 1487 morì Tilokarat di Chiang Mai, valoroso rivale di Trailokanat e grande promotore del Buddhismo Theravada. Nel 1488, Borommaracha guidò un esercito alla conquista di Tavoy, un porto sulla costa occidentale della penisola malese che sarebbe diventato oggetto di contesa con la Birmania nei secoli successivi. Quello stesso anno Trailokanat morì e gli succedette Borommaracha, che ascese al trono come Borommaracha III e riportò la capitale ad Ayutthaya, mentre Jetta rimase a Phitsanulok con il titolo di Maha Uparat del regno.

### Regno e successione
Borommaracha III regnò per soli tre anni, nel corso dei quali non si registrarono eventi di particolare importanza. Il diplomatico e storico olandese Jeremias Van Vliet, direttore nel XVII secolo dell'ufficio di Ayutthaya della Compagnia olandese delle Indie orientali, lo descrisse nel seguente modo:
Borommaracha III morì nel 1491, all'età di 45 anni, ed al suo posto salì al trono il fratello minore Jetta, che prese il nome regale Ramathibodi II.